# Acroclisoides megacephalus
Acroclisoides megacephalus är en stekelart som beskrevs av Girault och Alan Parkhurst Dodd 1915. Acroclisoides megacephalus ingår i släktet Acroclisoides och familjen puppglanssteklar. Inga underarter finns listade i Catalogue of Life.